# Isabelle Chuine
Isabelle Chuine est une écologue terrestre, directrice de recherche au Centre d'écologie fonctionnelle et évolutive de Montpellier. Ses travaux sont consacrés aux rythmes de développement et à la répartition géographique des arbres forestiers des régions tempérées.

## Biographie et travaux

### Publications
Les plantes au rythme des saisons Ed. Biotope (2018) avec Vincent Badeau, Marc Bonhomme, Fabrice Bonne, Jennifer Carré, Sébastien Cecchini, Catherine Ducatillion, Frédéric Jean, François Lebourgeois.

## Honneurs
- 2009 : Médaille de bronze du CNRS[3]
- 2020 : Médaille d'argent du CNRS[4]
- 2020 : élection à l'Académie des sciences dans la section de biologie intégrative[1]
- 2022 :  Chevalière de la Légion d'honneur[5]
- 2023 : Prix de la recherche participative[6]